# ミハリーナ・オルシャンスカ
- ミハリーナ・オルシャニスカ
- ミハリナ・オルシャンスカ
- ミハリナ・オルシャニスカ

ミハリーナ・オルシャンスカ（Michalina Olszańska、1992年6月29日 - ）は、ポーランドの女優、歌手、作家。ミハリーナは1992年6月29日女優アグネシュカ・ファティガと俳優ヴォイチェチ・オルシャンスキの間にワルシャワに生まれる。十代のうちに二冊の本を出版し、作曲もしている。2016年に『私、オルガ・ヘプナロヴァー』の主演を果たし、ミンスク国際映画祭で主演女優賞を受賞。同作品の演技が評価され、2017年にチェコ映画評論主演女優賞を受賞し、注目された。

## 人物
語学が堪能で、ポーランド語の他にロシア語、英語を流暢に話す。
チェコ語やロシア語の映画にも出演している。
ピアノやバイオリンの演奏を得意とし、ベリーダンスを踊れる。
特にバイオリンは4歳の時から始め、音楽学校に在籍していた際には誰もがミハリーナはプロになると思っていたという。
父親に教わり乗馬やスケート、アーチェリー等のスポーツを得意とする。
母親はミハリーナに薬科や法学部への進学を望んだが、自身は幼い頃から触れてきた芸術の道を選んだ。
2009年に処女作「アトランティスの星の子ども」"The child of the Stars of Atlantis"を出版。
2011年には作家としての二作目となる「魔法にかけられて」"Enchanted"を出版する。

## 主な出演作
| 公開年 | タイトル                        | 役名                       | 備考                 |
| ------ | ------------------------------- | -------------------------- | -------------------- |
| 2013   | It’s only a Comedy              | マルタ                     | 短編作品・日本未公開 |
| 2013   | Noc                             | クラブのダンサー           | 日本未公開           |
| 2014   | Jack Strong                     | イザ                       | 日本未公開           |
| 2014   | Facet(nie) potrzebny od zaraz   | 生徒                       | 日本未公開           |
| 2014   | Warsaw'44                       | ダンサー                   | 日本未公開           |
| 2014   | Fanciful                        | 主演                       | 日本未公開           |
| 2015   | Ojciec                          | バムの彼女                 | 日本未公開           |
| 2015   | Warsaw by Night                 | アグネシュカ               | 日本未公開           |
| 2015   | Tiger                           | 彼女                       | 短編作品・日本未公開 |
| 2015   | Life Must Go On                 | アンズカ                   | 日本未公開           |
| 2015   | Anatomia zla                    | ハリーナ                   | 日本未公開           |
| 2015   | ゆれる人魚                      | ゴールデン                 |                      |
| 2016   | 私、オルガ・ヘプナロヴァー      | オルガ・ヘプナロヴァー     | 2023年4月29日        |
| 2017   | マチルダ 禁断の恋               | マチルダ・クシェシンスカヤ | 2018年12月8日        |
| 2017   | Dead Burt                       |                            | 日本未公開           |
| 2018   | Imperfect Gentleman             | カシャ                     | 日本未公開           |
| 2018   | ヒトラーと戦った22日間          | ハンナ                     | 2018年9月8日         |
| 2019   | 赤い闇 スターリンの冷たい大地で | ユリア                     | 2020年8月14日        |
| 2023   | ソウルキャッチャー              |                            |                      |